# Alessandro Grandi
Alessandro Grandi, död 1630, var en italiensk tonsättare.
Granid var elev till Giovanni Gabrieli, och var från 1627 kapellmästare vid Santa Maria Maggiore i Bergamo, där han dog i pesten. Grandi skrev madrigaler, motetter, mässor, och fick i synnerhet betydelse för kantatkompositionen; på detta och andra områden inverkade han bland annat på tyska tonsättare som Heinrich Schütz.